# Безлепкина, Оксана Петровна
Оксана Петровна Безлепкина (бел. Аксана Пятроўна Бязлепкіна; род. 26 июля 1981, Гомель) — белорусская писательница, литературовед, критик.

## Биография
Закончила филологический факультет БГУ (2003), кандидат филологических наук (2006). Направления научной деятельности: белорусская литература XIX-XX в., сравнительное литературоведение. Исследовательница и автор белорусского детектива. Преподаватель факультета журналистики БГУ. Живёт в Минске, замужем.
Лауреат премии «Залатая літара—2003» (за монографию «Разам і паасобку: Таварыства „Тутэйшыя“»).